# La justicia del Coyote
La justicia del Coyote es una película de western hispanomexicana de 1956 dirigida por Joaquín Luis Romero Marchent. Está protagonizada por Abel Salazar y Gloria Marin.

## Argumento
El Coyote volverá a actuar para ayudar a los terratenientes a mantener las tierras que el capitán del ejército norteamericano les quiere arrebatar.

## Reparto
- Abel Salazar como El Coyote
- Gloria Marin como Leonor de Acevedo
- Manuel Monroy como Sr. Edmund Grin
- Miguel Pastor como Coronel Clark
- Rafael Bardem como Sr. de Echagüe
- Miguel Palenzuela
- Antonio García Quijada como Pistolero
- Julio Goróstegui como Sr. Acevedo
- Mario Moreno como Sheriff
- José G. Rey
- Luis Domínguez Luna como Anfitrión fiesta
- Antonio Fornis